# Rubus lanaticaulis
Rubus lanaticaulis är en rosväxtart som beskrevs av E.S. Edees och A. Newton. Rubus lanaticaulis ingår i släktet rubusar, och familjen rosväxter. Inga underarter finns listade i Catalogue of Life.